# Aleksandr Vodovatov
Aleksandr Pavlovitj Vodovatov (ryska: Александр Павлович Водоватов), född i Frunze i Kirgiziska SSR i Sovjetunionen (nu Bisjkek i Kirgizistan), är en sovjetisk kanotist.
Han tog bland annat VM-guld i K-4 500 meter i samband med sprintvärldsmästerskapen i kanotsport 1981 i Nottingham.